# FTC-Telekom
Az FTC-Telekom egy magyarországi jégkorongcsapat Budapesten, ami a másodosztályú Andersen Ligában szerepel a Ferencvárosi TC betétcsapataként. A klub a hazai mérkőzéseit az FTC Sátras Jégpályán játssza.

## Története
A klub 2022-től szerepel a másodosztályú Andersen Ligában. A következő szezon rájátszásában az elődöntőben a Lehel HC ellen 2-1-ás összesítésben vereséget szenvedett, azonban a bronzmérkőzésen a Goodwill Pharma Szegedet hosszabbítás után 5-4-re tudta legyőzni.

## Szezonok
| Alapszakasz | Alapszakasz | Alapszakasz | Alapszakasz | Alapszakasz | Alapszakasz | Alapszakasz | Alapszakasz | Alapszakasz | Rájátszás                       | Rájátszás                      | Rájátszás | Rájátszás                                                        |
| Szezon      | LM          | GY          | GY.H.       | V. H.       | V           | G           | P           | Helyezés    | Negyeddöntő                     | Elődöntő                       | Döntő     | Eredmény                                                         |
| ----------- | ----------- | ----------- | ----------- | ----------- | ----------- | ----------- | ----------- | ----------- | ------------------------------- | ------------------------------ | --------- | ---------------------------------------------------------------- |
| 2022–23     | 16          | 6           | 2           | 0           | 8           | 48-59       | 22          | 7.          | Vereség a DAB-ASP ellen (2-1)   | -                              | -         | -                                                                |
| 2023–24     | 20          | 8           | 2           | 2           | 8           | 100-91      | 30          | 6.          | Győzelem az DAB-ASP ellen (2-0) | Vereség a Lehel HC ellen (1-2) | -         | Bronzmérkőzés Győzelem a Goodwill Pharma Szeged ellen (5-4 h.u.) |
| 2024–25     | 18          | 9           | 1           | 0           | 8           | 86:77       | 29          | 5.          | Vereség a Vasas SC ellen (0-2)  | -                              | -         | -                                                                |